# Administración de Rodrigo Chaves
La Administración de Rodrigo Chaves Robles es el actual gobierno constitucional de la República de Costa Rica desde el 8 de mayo de 2022, hasta el 8 de mayo de 2026.

## Antecedentes y elección

### Antecedentes políticos
El presidente en funciones, Carlos Alvarado Quesada, anunció a Chaves como el nuevo ministro de Hacienda el 30 de octubre de 2019, esto después de que su antecesora, Rocío Aguilar Montoya, renunciara al cargo luego que la Contraloría General de la República recomendara al presidente de la República sancionarla con un mes de suspensión en el cargo, por haber realizado pagos de deuda estatal sin autorización presupuestaria previa de la Asamblea Legislativa. El 26 de noviembre de ese año, Chaves que entró en funciones y señaló que sus prioridades serían asegurar el cumplimiento de la regla fiscal; aumentar la recaudación de los impuestos ya existentes, combatir la evasión fiscal y continuar con la ruta de contención del gasto público.
Renunció al cargo el 28 de mayo de 2020, luego de que el presidente de la República así se lo solicitara, por considerar que existían «diferencias irreconciliables». Meses después de su salida, Chaves empezó a detallar en prensa los pormenores que llevaron a su renuncia, y puso en tela de duda el compromiso del mandatario de tomar las medidas necesarias para evitar que Costa Rica cayera en impago de la deuda soberana.

### Postulación y elección

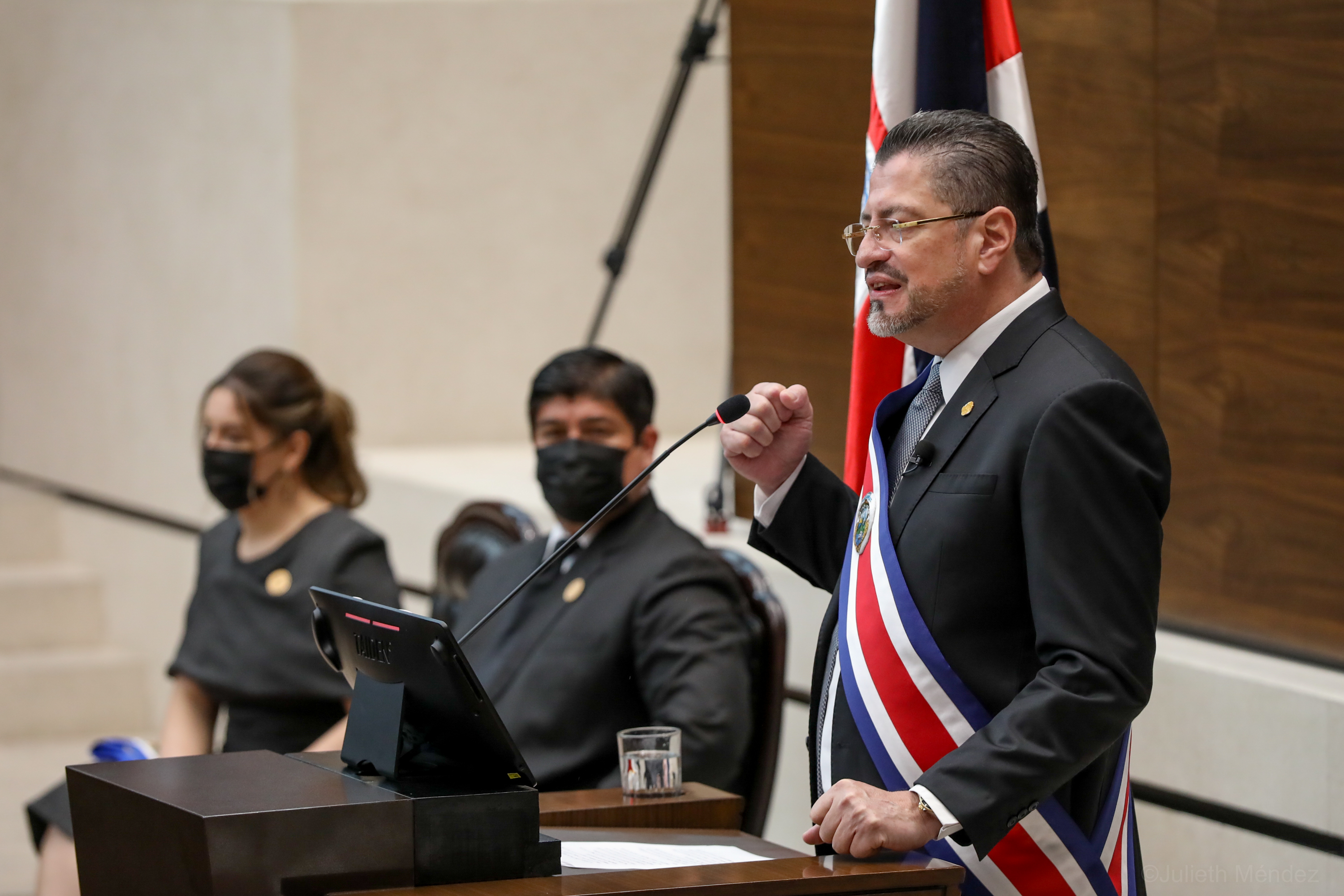
Discurso del mandatario entrante el dia de la toma de posesión.

En julio de 2021, Chaves anunció su candidatura para la Presidencia de la República de Costa Rica
bajo la bandera del Partido Progreso Social Democrático, una agrupación fundada en 2018. Su candidatura fue criticada por las acusaciones de acoso sexual durante su paso como funcionario en el Banco Mundial, y por el uso de la imagen de la candidata a diputación por primer lugar en San José, la periodista costarricense Pilar Cisneros, en rótulos en todas las provincias, promocionándola como diputada a pesar de que solamente los habitantes de la provincia de San José podían votar por ella.
La noche del 6 de febrero se anunció que Chaves enfrentaría al expresidente José María Figueres del Partido Liberación Nacional en una segunda ronda electoral que fue celebrada el 3 de abril.
Según los resultados preliminares de dicha noche, Chaves tomó ventaja sobre José María Figueres por un porcentaje aproximado de 52,8% sobre 47,2%, siendo además la tercera vez en la historia del país en la que un candidato obtiene más de un millón de votos en segunda ronda.
De esta manera, Chaves sería el 49.º presidente de la República de Costa Rica a partir del 8 de mayo de 2022, quedando pendiente únicamente el escrutinio final efectuado por los magistrados del Tribunal Supremo de Elecciones que lo certificaría con la credencial de próximo presidente de la República.

### Inauguración y Protestas
El 8 de mayo de 2022 el presidente saliente Carlos Alvarado Quesada le entregó la banda presidencial a Rodrigo Chaves, dando inicio a la administración Chaves Robles. El mismo día, a las afueras del edificio de la Asamblea Legislativa, un grupo de manifestantes empezaron a protestar en contra de la toma de posesión de Chaves, al inicio se esperaba solo una protesta pacífica, pero luego los manifestantes se tornaron violentos y más policías fueron desplegados, se dieron casos en los que los manifestantes agarraban las bardas de metal móviles y se las lanzaban a los oficiales de la Fuerza Pública.
Luego de los pequeños incidentes de la inauguración los invitados y el presidente Rodrigo Chaves se trasladaron a un almuerzo post-inauguración, en la tarde, el presidente sostuvo reuniones con diferentes líderes globales que atendieron a la inauguración.
Algunos de los nombres que más destacan de los que atendieron a la inauguración fueron: 
- Felipe VI, rey de España
- Vjosa Osmani, presidenta de Kosovo
- Iván Duque, presidente de Colombia
- Luis Abinader, presidente de República Dominicana
- Miguel Cardona, secretario de Educación de los Estados Unidos
- Laurentino Cortizo, presidente de la República de Panamá
- Gilmar Pisas, primer ministro de Curazao
- Ariel Henry, primer ministro de Haití
- Renato Florentino, vicepresidente de Honduras

## Gabinete y ministros

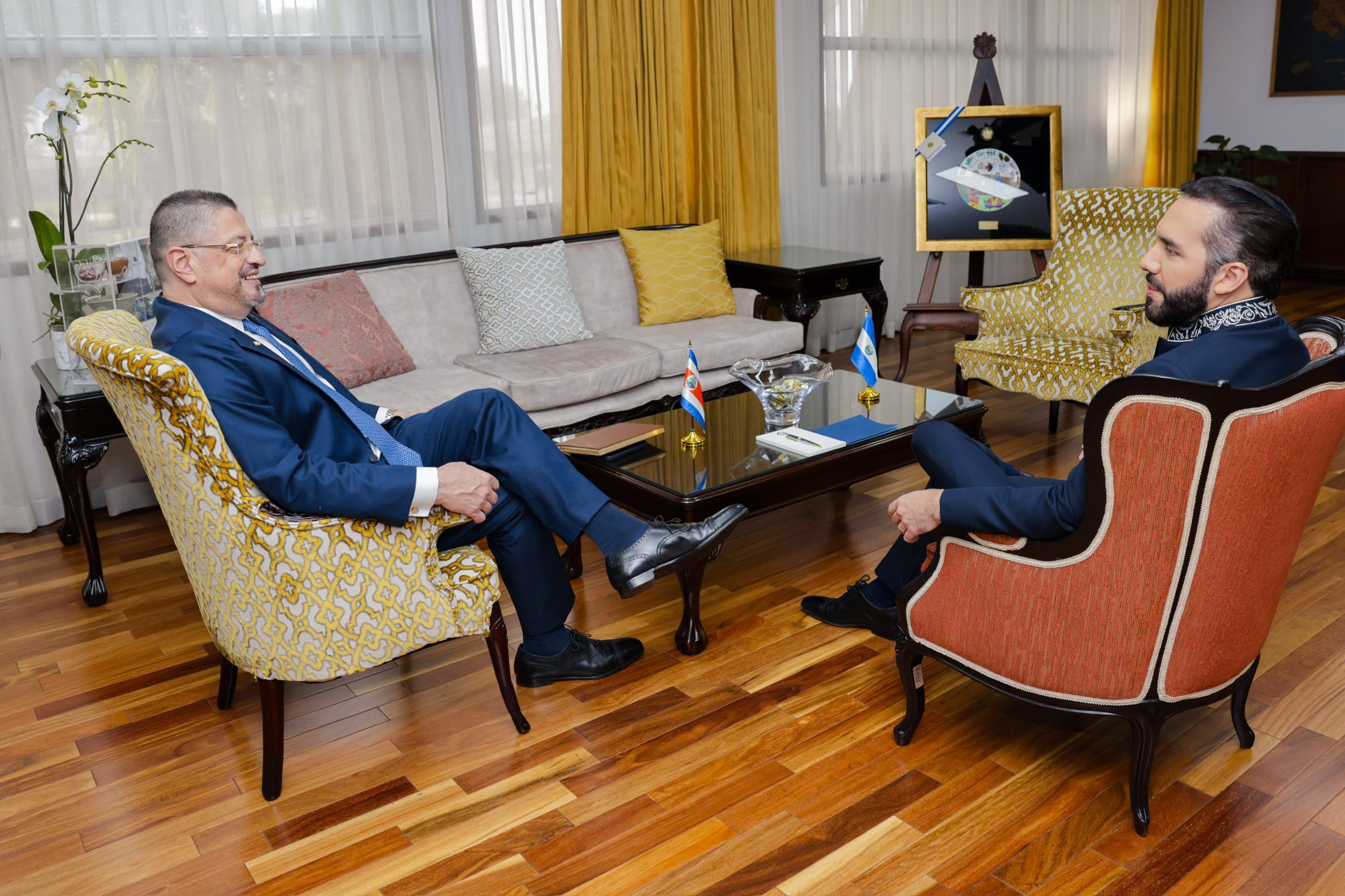
Reunión Privada entre Nayib Bukele y Rodrigo Chaves

En un principio su gabinete contaba con una paridad de género muy reconocida, este estaba formado tanto un 50% de hombres como de un 50% de mujeres volviéndose el segundo más paritario en la historia del país después del gabinete del expresidente Carlos Alvarado, pero con el pasar de los meses y los cambios que se fueron realizando esta paridad ha ido menguando, contando a la fecha con un gabinete formado por un 43.48% (10) de mujeres y un 56.52% (13) por hombres.

## Decretos Controversiales
El mismo 8 de mayo, ya en la tarde luego de distintas reuniones diplomáticas, el presidente Rodrigo Chaves sostuvo la primera reunión con su gabinete en el teatro 1887, en ese mismo lugar, el presidente Rodrigo Chaves firmó sus primeras acciones presidenciales, las cuales fueron 2 decretos que quitaron la mascarilla y vacunación obligatoria.

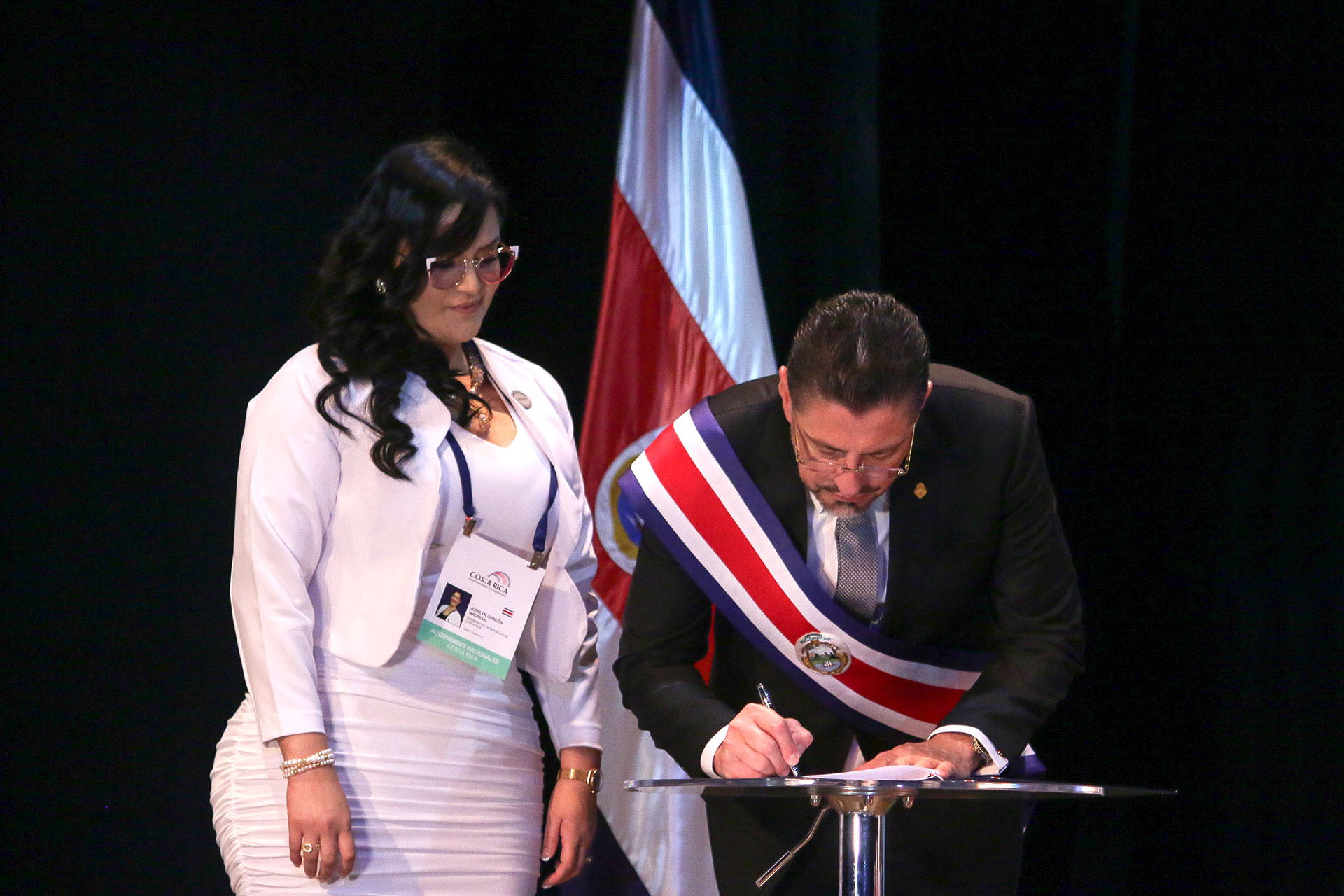
Rodrigo Chaves firmando sus primeros decretos

Sin embargo algunos personajes políticos y partidos costarricenses de la oposición y algunos medios de comunicación como La Nación criticaron los decretos, tachándolos de acciones irresponsables llevadas a cabo por el presidente.

## Primeros proyectos de Ley y Planes
El 9 de mayo, Casa Presidencial envió a la Asamblea Legislativa más de 10 proyectos de Ley variados, tales como la eliminación de distintos órganos desconcentrados de instituciones y ministerios.
El mismo día se pusieron en marcha los objetivos gubernamentales, una serie de tareas fijadas para los Ministros y Presidentes Ejecutivos, algunas de estas fueron la creación de planes específicos para reconstruir instituciones gubernamentales y Ministerios, el plan que más destacó fue el de la reestructuración del MOPT, también se enviaron distintos planes de inversión y restauración económica.

## Participación en el FEM
El presidente Rodrigo Chaves viajó a Davos, Suiza, con el objetivo de atender al Foro Económico Mundial, que sería llevado a cabo a finales del mes de mayo, durante su viaje, Rodrigo Chaves participó en diferentes charlas en el FEM, también sostuvo reuniones con líderes de diferentes empresas y líderes mundiales, como el presidente Iván Duque y el presidente de la FIFA Gianni Infantino.
Costa Rica finalizó su participación en el FEM el 26 de mayo.
Chaves vetó su primera ley que eximía a una institución de la Regla Fiscal

## Viaje a la Zona Norte y eliminación de pruebas FARO
El 28 de mayo, Rodrigo Chaves viajó a la Zona Norte para reunirse con diferentes agricultores y líderes de la industria agrícola local, en donde otorgó diferentes certificaciones a los agricultores, se realizó una modificación para simplificar la certificación de distintos químicos para la agricultura y luego el presidente anunció que las pruebas FARO serían removidas.
Posteriormente el CSE, Consejo Superior de Educación, y el MEP, Ministerio de Educación Pública, sostuvieron distintas reuniones que terminaron con la eliminación satisfactoria de las controversiales pruebas FARO.

## Participación en laCumbre de las Américas
El 8 de junio de 2022, el presidente Rodrigo Chaves, junto a su esposa Signe Zeicate, viajaron a Los Ángeles para atender a la IX Cumbre de las Américas, durante su segundo día de trabajo, la delegación costarricense dirigida por el presidente sostuvo reuniones con la delegación ecuatoriana sobre el comienzo de las negociaciones para un Acuerdo de Libre Comercio entre las 2 naciones, Costa Rica también celebró la creación del Plan Económico de Biden para América y el Plan de Inmigración Americano.

## Precios del combustible y del Dólar
Debido al conflicto armado en Ucrania, los precios internacionales del petróleo aumentaron significativamente durante el primer semestre de 2022. Frente a esto, el gobierno de Rodrigo Chaves publicó varios decretos para que el  ARESEP redujera los costos temporalmente.
El Banco Central de Costa Rica también realizó una intervención menor en el precio del Dólar, lo que ayudó a que el precio de este se redujera alrededor de 20 colones, pero luego continuo el alza del precio.
Varios días después, el presidente Rodrigo Chaves firmó nuevos decretos para que se cambiaran ciertas políticas del ARESEP y el precio del diésel se redujo en 100 colones, el súper en 40 y el regular en 20.